# Sarcoglanis simplex
Sarcoglanis simplex är en fiskart som beskrevs av Myers och Weitzman, 1966. Sarcoglanis simplex ingår i släktet Sarcoglanis och familjen Trichomycteridae. Inga underarter finns listade i Catalogue of Life.